# Teatro-Museu Dalí
Teatro-Museu Dalí é um museu especialmente dedicado a Salvador Dalí, localiza-se em sua cidade natal, Figueres, Catalunha.
O atual museu era um antigo teatro da cidade de Dalí quando criança, e onde suas primeiras exibições públicas foram realizadas. O antigo teatro foi bombardeado na Guerra Civil Espanhola e permaneceu em estado de ruína por décadas até Dalí e o prefeito de Figueres decidirem reconstrui-lo, em 1960.
O museu foi aberto e 1974 e continuou em expansão até 1980. Abriga a maior e mais diversificada coleção de obras de Salvador Dalí, incluindo esculturas, colagens, mobiliário e outras curiosidades produzidas por Dalí.

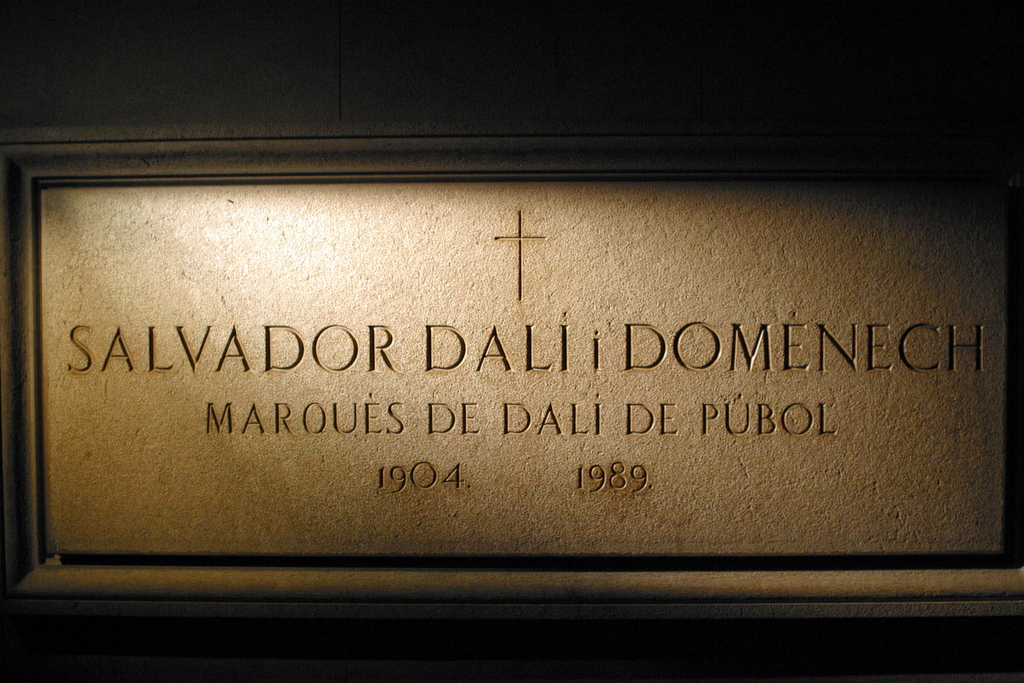
Túmulo de Salvador Dalí

O museu abriga também uma pequena seleção de obras de outros artistas escolhidos por Dalí, e uma galeria dedicada ao trabalho do amigo de Dalí, o artista catalão Antoni Pitxot, que se tornou diretor do museu após a morte de Dalí e é onde Dalí está enterrado.

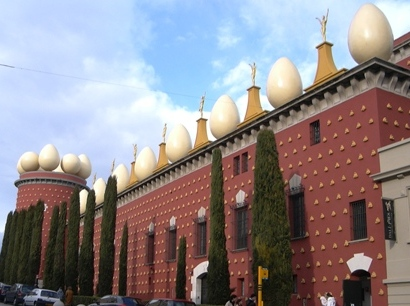
Teatro Museu-Dalí